# Piff och Puff och Kalle Anka
Piff och Puff och Kalle Anka (engelska: Up a Tree) är en amerikansk animerad kortfilm med Kalle Anka från 1955.

## Handling
Kalle Anka leker att han är skogshuggare, men av en slump råkar han hugga ner ett träd som visar sig vara Piff och Puffs hem. När han väl sågat ner trädet planerar ekorrarna en hämnd.

## Om filmen
Filmen är producerad i Cinemascope.

### Svenska visningar
Filmen hade svensk premiär den 1 december 1956 på biografen Aveny i Göteborg och ingick i kortfilmsprogrammet Kalle Ankas snurriga gäng tillsammans med kortfilmerna Kalle Ankas kusin, Plutos lekkamrat, Kalle Ankas bättre jag, Kalle Ankas aktersnurra och Figaro och Cleo. Stockholmspremiären av kortfilmsprogrammet ägde rum 3 december samma år på Sture-Teatern.
Filmen har givits ut på VHS och DVD och finns dubbad till svenska.

## Rollista
| Roll       | Originalröst    | Svensk röst     |
| Kalle Anka | Clarence Nash   | Andreas Nilsson |
| Piff       | James MacDonald | Monica Forsberg |
| Puff       | Dessie Flynn    | Bertil Engh     |